# 예나키예베

예나키예베(우크라이나어: Єнакієве, 러시아어: Енакиево 예나키예보[*])는 우크라이나 동부에 위치한 도네츠크주의 도시로 면적은 39.2km2, 인구는 104,000명(2001년 기준), 인구밀도는 2,653명/km2이다. 도네츠크(도네츠크 주의 주도)에서 60km 정도 떨어진 곳에 위치하며 우크라이나의 전직 대통령인 빅토르 야누코비치가 태어난 곳이기도 하다.